# Convento de los Padres Carmelitas Descalzos
Este convento situado en Medina del Campo fue ocupado por los Padre Carmelitas Descalzos en 1981. Es un convento de planta de cruz latina cuya nave está cubierta con una bóveda de cañón. 

## Historia
Este convento, cuya iglesia está dedicada a Nuestra Señora del Carmen , fue ocupado por los Padres Carmelitas Descalzos en junio de 1891, tras la cesión concedida por el conde de Peñaflorida, por entonces su patrono y propietario. Originariamente fue la iglesia de las Agustinas Recoletas, cuyo convento había sido fundado en 1604 en las casas de Agustina Canovio, viuda del milanés Claudio Visconti; las recoletas lo ocuparon hasta 1838. El medinense Bernardo Caballero de Paredes, obispo de Oviedo, patrocina las obras del templo, iniciadas en 1648 según la traza dada por el jesuita Pedro Matos; él mismo dirige la construcción, contando con el concurso de los maestros Francisco Cillero, Manuel de Vega y Mateo Martínez, quienes se comprometen a terminar las obras tras firmar varias escrituras de mejora en 1650 y 1651.

## Construcción
La fachada de la iglesia está compuesta por una portada central adintelada con un par de pilastras toscanas en cada flanco, sobre la que se halla un segundo cuerpo rematado arriba por un frontón curvo y aletones en los lados, que cobija la escultura de la Inmaculada, titular del templo. En los cuerpos laterales se abren ventanas rectangulares enmarcadas por tarjetones, los escudos episcopales del fundador y, como remate, muretes coronados por pirámides y bolas sobre pedestales; detrás de la fachada, una sencilla espadaña alberga las campanas.
La planta es de cruz latina. La nave se cubre mediante una bóveda de cañón que descansa sobre pilastras toscanas que llegan hasta el entablamento. El crucero presenta cúpula vaída sobre pechinas en las que se repite el escudo de armas del obispo. 

## Interior
En el presbiterio se hallan dos nichos, enmarcados por pilastras y frontones, que contienen las estatuas en alabastro del fundador, su hermana doña Catalina y su cuñado Juan de Insausti, obras estas dos últimas atribuidas al escultor Luis Fernández de la Vega. Preside este espacio un notable retablo-relicario realizado en 1640 por Francisco Palenzuela, originariamente compuesto para la actual capilla de Quiñones de la Colegiata, por entonces patronato del mismo obispo; contiene numerosos bustos, urnas, custodias y demás elementos destinados a conservar reliquias; el tabernáculo, dispuesto en una hornacina, es del mayor interés estando decorado con buenas pinturas sobre tabla de San Benito, el Salvador y San Bernardo; la parte inferior, formada por mensulones avolutados con pirámides invertidas, es parte añadida al retablo original cuando este se dispuso en esta iglesia en 1648.
Los retablos laterales fueron realizados en 1650 por Pedro Sánchez de Agrela, correspondiendo la parte escultórica al asturiano Luis Fernández de la Vega. El situado en el lado del evangelio contenía en el cuerpo principal el desaparecido grupo de San Bernardo y la Virgen (hoy sustituido por una Virgen del Carmen de factura moderna); en el ático está la escena de la Estigmatización de San Francisco. El del lado de la epístola está dedicado a San José, escultura que es considerada como una de las mejores obras del afamado escultor montañés, y en el ático el Milagro de San Antonio; en ambos casos, se rematan con escudos decorándose la parte del banco con relieves que representan a los padres de la Iglesia, los evangelistas y escenas de la vida de Jesús. En la nave hay colgados dos cuadros del siglo XVII, uno con el tema de la muerte de San Juan de la Cruz y el otro el de su toma del hábito carmelitano. Ambos lienzos, trasladados desde la capilla de San Juan de la Cruz tras su reciente restauración, proceden del convento del Cárnide de Lisboa y llegaron a Medina tras el terremoto que asoló dicha ciudad en 1755. Más hacia los pies se abren dos capillas: en la del lado del evangelio se venera un espléndido Ecce Homo, busto importante de Fernández de la Vega; en la del lado de la epístola, destaca un gran crucificado del segundo cuarto del siglo XVI.
La parte conventual propiamente dicha se articula en torno a dos claustros y un patio posterior, antes dedicado a huerta; en ella se conserva una espléndida biblioteca con numerosas joyas bibliográficas, así como un buen número de obras artísticas, algunas de las cuales de gran calidad como el lienzo de la Coronación de Santa María Magdalena de Pazzis, firmado por Van de Pere en 1670.